# ذراح (النادرة)

تعديل مصدري - تعديل

ذراح هي إحدى قرى عزلة مقنع الأعلى بمديرية النادرة التابعة لمحافظة إب، بلغ تعداد سكانها 252 نسمة حسب تعداد اليمن لعام 2004.